# Alex Giorgi
Alex Giorgi (* 9. Dezember 1957 in Brixen als Alessandro Giorgi) ist ein ehemaliger italienischer Skirennläufer.

## Biografie
Giorgi war ab Ende der 1970er Jahre Mitglied der italienischen Skinationalmannschaft und einer der konstantesten Läufer seines Landes in den technischen Disziplinen Riesenslalom und Slalom. Die ersten Punkte in einem Weltcuprennen holte er am 16. Januar 1979 als Achter des Riesenslaloms in Adelboden. In den folgenden sieben Jahren fuhr er im Weltcup 52 Mal in die Punkteränge. Seine beste Saison war der Olympiawinter 1983/84, den er im Gesamtweltcup auf Rang 9 beendete. In dieser Saison gelangen ihm auch die beiden einzigen Platzierungen auf dem Siegerpodest: am 20. Dezember 1983 in der Kombination der 3-Tre-Rennen von Madonna di Campiglio und drei Monate später, am 23. März 1984, beim Riesenslalom von Oslo.
Zweimal, 1980 und 1984, nahm er an Olympischen Winterspielen teil. Bei den Winterspielen 1984 in Sarajevo wurde er Siebter im Riesenslalom. 1982 und 1985 nahm er auch an den Skiweltmeisterschaften teil. Bestes Resultat ist ein zehnter Platz im Slalom bei den Weltmeisterschaften 1985 in Bormio. Bei den italienischen Meisterschaften holte er zwischen 1982 und 1987 drei Titel.
Heute betreibt Giorgi in seinem Heimatort Wolkenstein in Gröden ein Sportfachgeschäft.

## Erfolge

### Olympische Spiele
- Lake Placid 1980: Riesenslalom (ausgeschieden)
- Sarajevo 1984: 7. Riesenslalom, Slalom (ausgeschieden)

### Weltmeisterschaften
- Schladming 1982: Riesenslalom (ausgeschieden)
- Bormio 1985: 10. Slalom, Riesenslalom (ausgeschieden)

### Weltcup
- 25 Platzierungen unter den besten zehn, davon zwei Podestplätze

### Italienische Meisterschaften
- Riesenslalom: 1982, 1984
- Slalom: 1987